# Біскра (вілаєт)
Біскра (араб. ولاية بسكرة‎‎) — вілаєт розташований у східній частині Алжиру, однойменний своєму адміністративному центру, місту Біскра. Знаходиться у природному регіоні Орес.
Адміністративний центр — м. Біскра. Площа — 20 986 км². Населення — 730 262 осіб (2008).

## Географічне положення
Вілайєт Біскра лежить на стику між густонаселеною північною та малонаселеною південною частиною країни недалеко від кордону з Тунісом.
На півночі межує з вілаєтом Батна, на сході — з вілаєтом Хеншела, на півдні — з вілаєтами Ель-Уед та Уаргла, на заході — з вілаєтами Джельфа та Мсіла.

## Адміністративний поділ
Поділяється на 12 округів та 33 муніципалітети.

### Округи
1. Біскра (Biskra)
2. Джемура (Djemourah)
3. Ель-Кантара (El-Kantara)
4. М'Шунеш (M'Chouneche)
5. Сіді-Окба (Sidi-Okba)
6. Зерібет-ель-Уєд (Zeribet El Oued)
7. Урлєл (Ourlel)
8. Толга (Tolga)
9. Улед-Джеллал (Ouled Djellal)
10. Сіді-Халед (Sidi Khaled)
11. Фуґала (Foughala)
12. Лутая (Loutaya)

| Алжир | Це незавершена стаття з географії Алжиру. Ви можете допомогти проєкту, виправивши або дописавши її. |